# Chouannerie

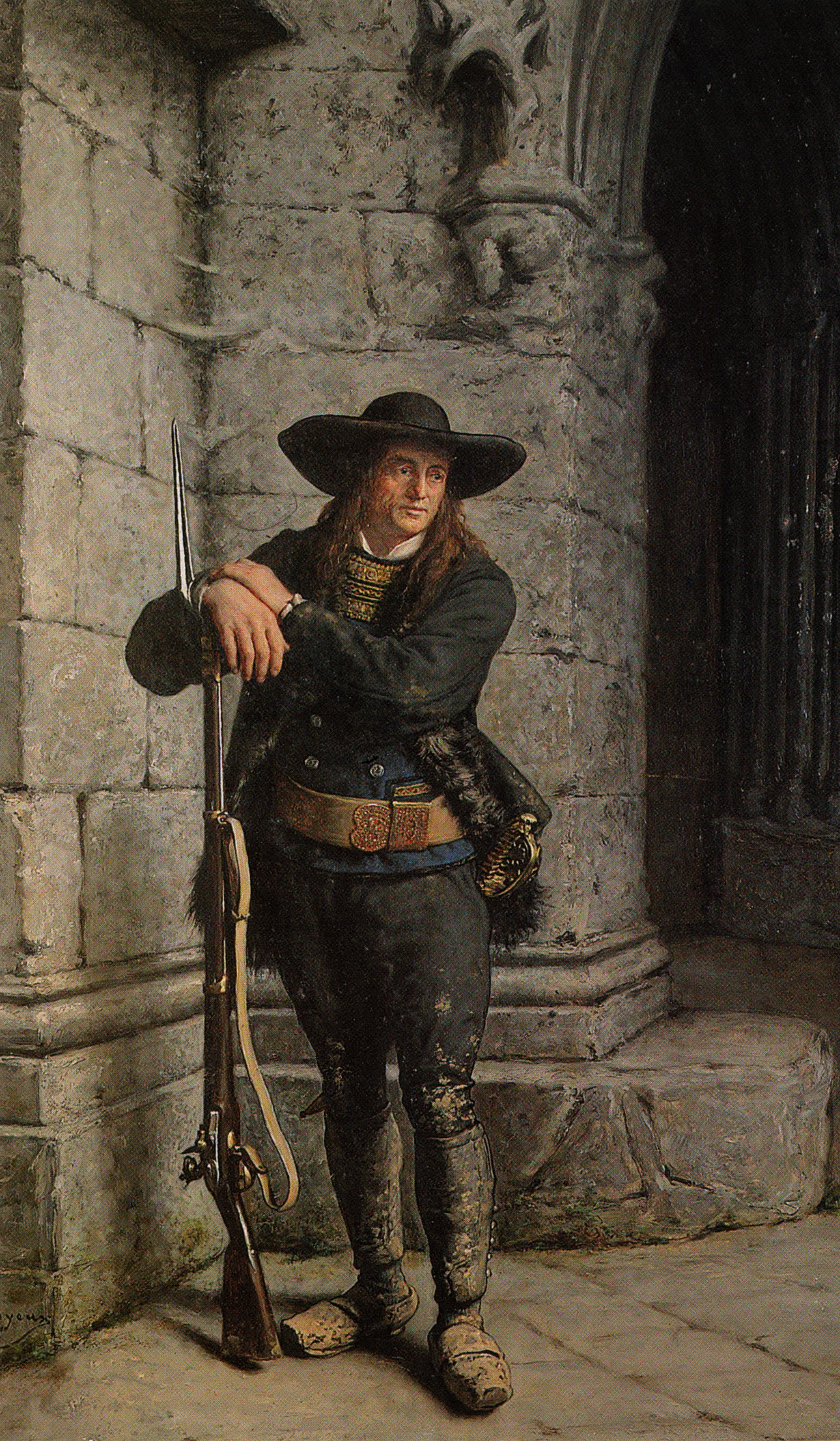
Darstellung eines Chouans

Chouannerie nennt man den bewaffneten Widerstand königstreuer Katholiken der Bretagne (den Chouans) gegen die Erste Französische Republik in der Zeit von 1792 bis ca. 1804. Chouannerie gab es als Aufstandsbewegungen auch in den benachbarten Regionen von Anjou, Maine und der Normandie. 1796, auf dem Höhepunkt der Auseinandersetzungen, sollen 50.000 Chouans, davon 30.000 Bretonen, gekämpft haben. Das waren rund 5 % der männlichen Bevölkerung des Aufstandsgebietes.

## Begriffserklärung
Die aufständischen Bretonen wurden seit Oktober 1793 „Chouans“ genannt, als sie sich den Kolonnen der Aufständischen der Vendée anschlossen (Bataille de La Gravelle, 24. Oktober 1793). Ihr Name soll auf ihrem Verständigungsruf bei Dunkelheit beruhen, der den des Käuzchens (französisch chouette) nachahmte. An anderer Stelle wird der Begriff chat-huant ‚miauende Katze‘ oder auch das altfranzösische choan ‚jaulen (der Katze)‘ genannt.
Obwohl sich der bretonische Widerstand gegen die Republik aus historischen und landsmannschaftlich regionalen Gründen von dem der Vendée unterschied, wird in der französischen Literatur die Chouannerie als Teil des „Bürgerkriegs im Westen“ beschrieben.

„[…] in Betrachtung namentlich des barbarischen Zustandes ihrer schon durch ihren fremdartigen Dialect von allen Verbindungen mit den anderen Bewohnern Frankreichs abgeschnittenen Landeskinder, welche gänzlich dem Einflusse der Priester unterworfen und der Zahl nach drei oder viermal stärker waren als die Vendéer, - in Erwägung all dieser Umstände glaubte La Puisaye [ein Anführer] einen weit furchtbareren Aufstand [als den der Vendée] hervorrufen zu können.“

Charakteristisch war ihre Organisation in kleinen Gruppen oder Banden, wahrscheinlich entsprechend der bretonischen Clanstruktur, und angeführt von einem sogenannten „Häuptling“ (französisch „Chef“). Ihre Quartier- und Rückzugsgebiete sollen die Ende des 18. Jahrhunderts noch großflächigen Wälder von u. a. Fougères, Lorges oder Pertre gewesen sein, in denen die republikanischen Linientruppen mit Artillerie oder Kavallerie nicht operieren konnten. Zwischen 1794 und 1799 bildeten sie zeitweilig jedoch auch militärisch organisierte Divisionen und Armeen, die bis zu 30.000–40.000 Mann stark waren.
Bedeutung und Aktivitäten der Chouannerie wurden von Zeitgenossen, vor allem von Befürwortern der Revolution und der Republik, überwiegend negativ bewertet. Zur Zeit des Weißen Terrors und des Royalistischen Aufstands gegen den Konvent im Oktober 1795 begeisterte sich besonders die Pariser Jugend, die Jeunesse dorée, für den Kampf der Chouans gegen Revolution und Republikaner. Ende des Jahrhunderts sah man auch außerhalb Frankreichs in ihnen die Kämpfer für eine regionale Unabhängigkeit, für die katholische Kirche und die Monarchie.
Angaben und Zahlen zur Teilnahme bei Kampfhandlungen und Opfern – besonders unter der Zivilbevölkerung – differieren in der Berichterstattung des 19. Jahrhunderts, wahrscheinlich davon beeinflusst, ob sich die Autoren einer revolutionären, republikanischen oder konservativen klerikalen Gesellschaft verpflichtet fühlten.

## Hintergrund
Obwohl viele Bretonen anfangs erwartungsvoll mit der französischen Revolution sympathisierten, zeigte sich recht schnell, dass ihre Interessen nach politischer Eigenständigkeit von der neuen Zentralregierung nicht beachtet wurden. Lokale Unruhen in der ländlichen Bretagne gab es ab 1791, seit der Verstaatlichung des Kirchenbesitzes und den Deportationen einheimischer Priester, die den Eid auf die neue Verfassung verweigert hatten. Auch die neue Landesunterteilung in Départements nahm keine Rücksicht auf ihre regionalen Befindlichkeiten; die Beendigung der feudalen Ordnung führte nicht ohne weiteres zu besseren Lebensbedingungen für die Pachtbauern. Zum Auslöser der Chouannerie werden aber die Absetzung und Hinrichtung König Ludwigs des XVI. und die Zwangsrekrutierungen für das französische Heer 1793 angeführt, die in den Augen vieler Bretonen eine Wiedereinführung der verhassten Miliz war.
Die Kämpfe in der Bretagne waren in der Regel ein Guerillakampf mit Überfällen in Heckenschützentaktik, nachts und entlang der großen Straßen, gegen republikanische Truppen, Transporte und Depots. Die Aufständischen überfielen in kleinen Gruppen die Nahrungsmitteltransporte für die Märkte im Landesinneren, ermordeten republikanische Bürgermeister und Richter und besonders die Aufkäufer von Nationalgütern.
Französische Historiker des 19. Jahrhunderts, z. B. Abel Hugo 1838 oder Adolphe Thiers 1823, sahen die Aufständischen auf gleicher Stufe mit Wegelagerern und Salzschmugglern:

« La guerre des Chouans, qui, dans l’origine, n’était qu’une espèce de brigandage exercé de nuit sur les grandes routes, et qui a fini a peu près de la meme facçon, fut commencée par des rassemblements de contrebandiers réduits à la misère par la suppression des gabelles. »

oder

„Diese Provinz [gemeint die Bretagne] hatte schon längst eine Neigung gezeigt, der Vendée nachzuahmen; übrigens war diese Neigung nicht so allgemein, und nur einige Individuen überließen sich, die Natur der Örtlichkeit benutzend, einzelnen Räubereien. Bald aber vermehrten die Trümmer der Vendéer Colonnen, welche in die Bretagne geflüchtet waren, die Zahl dieser Parteigänger. Ihr Hauptsitz war der Wald von Perche, [Ort vermtl. nur Beispiel von weiteren] von wo aus sie das Land in Haufen von 40 – 50 Mann durchzogen, hie und da die Gendarmerie angriffen und die kleinen Gemeinden brandschatzten, welchen Unfug sie immer im Namen der königlichen und katholischen Sache trieben.“

### Aufstände 1790 bis 1794
Die ersten, lokalen Aufstände, die mehr den Charakter eines Bauernaufstandes hatten und deren Anlass Beschlüsse der Revolutionsregierung zum Lebensmittelhandel waren, steigerten sich ab 1790 in ihrer Teilnehmerzahl von anfänglich einigen Dutzend bis zu 5000–6000 in den Kämpfen von La Roche-Bernard im März 1792 und Lannion im September 1792. Diese Aufständischen sind in der Überlieferung meistens noch die vor allem vom Adel angeführte „Association bretonne“ und die „Paysans contrerévolutionaires“.
Joseph de Puisaye machte den Versuch, die Bauern als militärisch schlagkräftigere Formationen aufzustellen. Mit Unterstützung der Kirche wurden Register der waffenfähigen Bretonen erstellt, die eine Aufstellung von Kompanien und Divisionen aus den Kantonen des Landes möglich machte. Dies war eine Voraussetzung, um Unterstützungen von der englischen Regierung zu erhalten und die zögerlichen königlichen Prinzen zur Aktivität für die Gegenrevolution zu gewinnen. Diese Einigungsbemühungen scheiterten oft an der Rivalität der Anführer untereinander.
Größere Gruppen von Bretonen schlossen sich im Oktober 1793 den Aufständischen der Vendée an, die nach der Niederlage in der zweiten Schlacht von Cholet über die Loire flüchteten und in einem Zug von rund 25.000 Kämpfern und einer großen Gefolgschaft von Alten, Frauen und Kindern quer durch die Bretagne zu dem normannischen Hafen Granville zogen. Dort wollten sie die angekündigten englischen Hilfen übernehmen und sich mit dortigen Aufständischen vereinigen.
Der Zug in die Normandie wurde zu einer Katastrophe für die Vendéens und Chouans. Als Virée de Galerne (aus dem bretonischen „gwalarn“ für einen heftigen, wechselhaften Nord-West-Wind) in der französischen Geschichte überliefert, gab es zwischen Oktober und Ende Dezember 1793 eine Folge von Gefechten, die anfänglich noch die Aufständischen als Gewinner sahen. Nach Granville, wo sie mangels Artillerie nicht die republikanische Besatzung belagern konnten und die englische Hilfe nicht eingetroffen war, wollten sie demoralisiert an die Loire zurückkehren. Seuchen, Hunger, Kälte und die fortgesetzten Attacken republikanischer Truppen, die mit einer neuen Führung und Zugängen aus anderen Armeen verstärkt worden waren, führten zu Absetzbewegungen vieler Chouans aus der Armée catholique et royale de Vendée. Sie kehrten zurück zu ihrer Guerillataktik in kleinen Banden, mit Überfällen aus Hinterhalten und dem Versteck in den Wäldern.

„Da sie das Land nicht kriegsgemäß in Besitz zu nehmen vermochten, bezweckten sie offenbar nichts Anderes, als es völlig zu Grunde zu richten, indem sie die Bürger abschreckten, irgend ein Amt der Republik an zu nehmen.“

Die Vendéens – und mit ihnen einige verbliebene Chouans – wurden am 13. Dezember 1793 in der Schlacht bei Le Mans und zehn Tage später in der Schlacht bei Savenay an der Loire vernichtend geschlagen. Berichte darüber sprechen von Massakern an Verwundeten, Gefangenen, Frauen und Kindern, mit denen die Straßenkämpfe innerhalb der beiden Orte endeten. Allein in Le Mans sollen es 15.000 Opfer gewesen sein. Das Erschießen von Gefangenen – oft auch in Massen – auf beiden Seiten war eine Besonderheit des erbittert geführten Bürgerkriegs im Westen.

### Ein erster Frieden 1795
Nach dem vorläufigen Ende der Aufstände der Vendée wendeten sich viele Kämpfer von ihren „Chefs“ ab und kehrten in ihre Dörfer zurück. Der kompromisslos republikfeindliche Kern der Chouans beschränkte sich 1794 hauptsächlich auf „[…] eine einträgliche Straßenräuberei, welche diejenigen, die sich damit abgaben, nicht im Mindesten ermüdete […]“ (Adolphe Thiers um 1830). Vielfach wird diese Phase des eher kriminellen Guerillakriegs als die eigentliche Chouannerie bezeichnet.
In Paris war der Nationalkonvent nach dem Ende von Robespierre und des Terreurs im Sommer 1794 bereit zum Waffenstillstand und einem Verhandlungsangebot über Zugeständnisse in Form von einer Beendigung der „Entchristianisierung“ der Kirche, der Befreiung von Steuern und Wehrpflicht und der Entlassung von Gefangenen von republikanischer Seite, von aufständischer Seite, die Anerkennung der Republik und den Verzicht auf föderalistische Bestrebungen. Im Februar 1795 unterzeichneten nach Diskussionen untereinander die wichtigsten Generäle der Vendée (außer Stofflet) den Vertrag von La Jaunaye. Weniger kompromissbereit waren die Chouans, die im darauffolgenden April nach heftigen internen Streitigkeiten in La Mabilais einen Friedensvertrag vereinbarten. Nur 21 von 121 anwesenden Chefs unterzeichneten.
Von republikanischer Seite erwartete man keine Vertragstreue und verstärkte den militärischen Druck auf die Aufständischen, versuchte jedoch die Bevölkerung mit Konzilianz für den republikanischen Staat zu gewinnen.

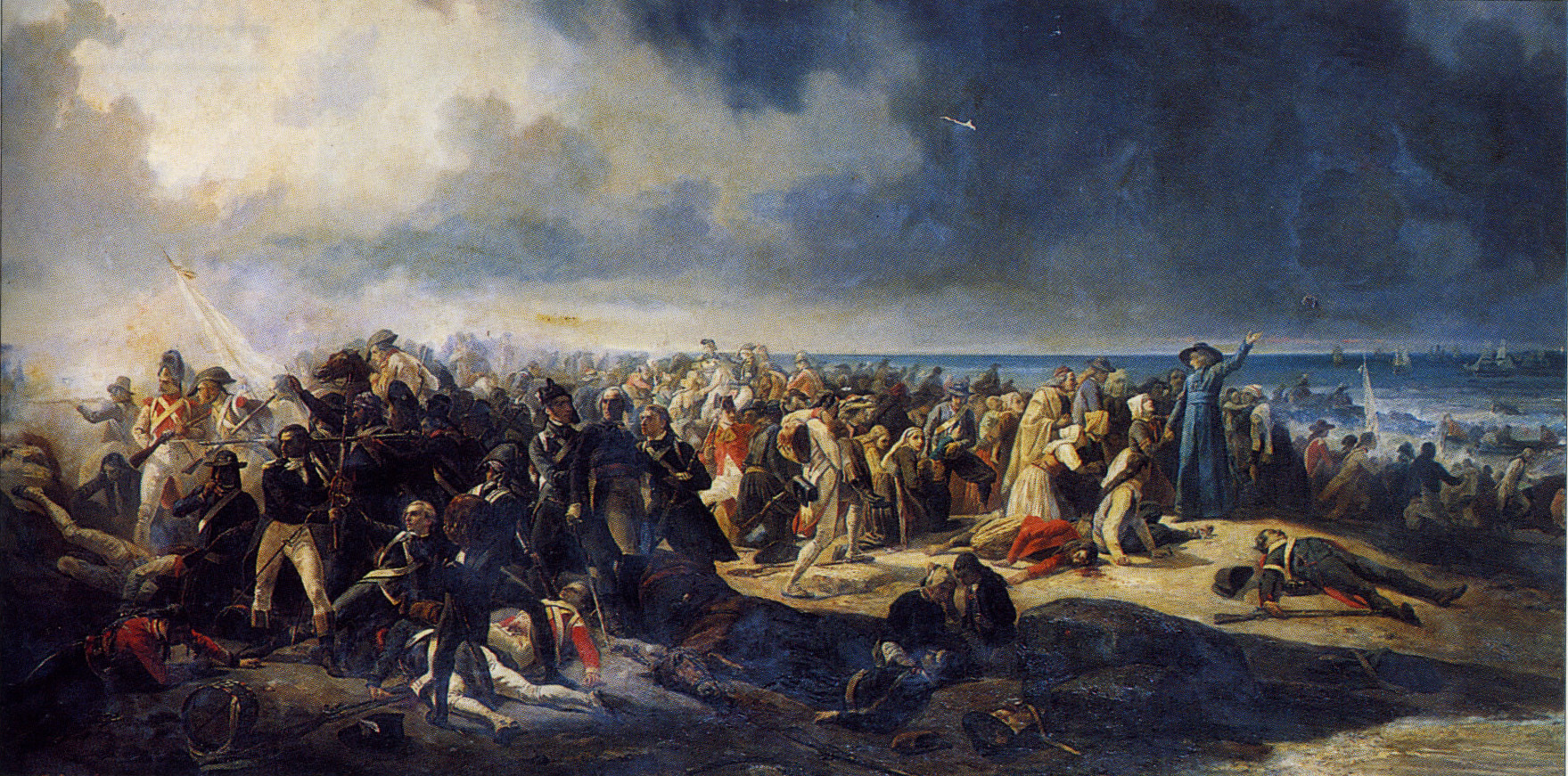
Am Strand von Quiberon. Graf von Sombreuil und Soldaten der royalistischen Armee (links) decken die Flucht der Emigranten vor den Republikanern auf die englischen Boote. Von Jean Sorieul 1850

 Im Juni 1795 kam es zur lange erwarteten Ankunft englischer Hilfsgüter und royalistischer Truppen in der Bucht der Halbinsel Quiberon bei Carnac. Angelockt von Versprechen auf Geld, Waffen und Lebensmittel und der Ankunft des königlichen Prinzen und zukünftigen Königs, Comte d’Artois, zur Wiederherstellung der Monarchie, sollen sich trotz Friedensvereinbarungen mehrere Tausend Chouans – argwöhnisch und geringschätzig von den Emigranten betrachtet – zum Teil mit ihren Familien im Département Morbihan gesammelt haben.

General Hoche, 1795 Oberkommandierender der republikanischen Armeen des Westens

Mangelhafte Planung und Abstimmung untereinander verursachten chaotische Zustände an den Landungsplätzen. Von General Lazare Hoche auf der Halbinsel eingeschlossen, wurden sie bis Ende Juli geschlagen, entwaffnet und exekutiert, wenn sie sich, englisch uniformiert und bewaffnet, ergeben hatten. Von Massenhinrichtung an 952 Chouans, die in englischer Uniform aufgegriffen wurden, wird berichtet. Flüchtende, die die vor Anker liegenden englischen Invasionsschiffe erreichten, wurden auf der Küste vorgelagerten Inseln ausgesetzt, wo viele durch Hunger, Kälte und Seuchen umkamen. Vielen Chouans gelang die Flucht in das Innere der Bretagne, wo sie in kleinen Gruppen wieder ihre Art des Partisanenkampfs ausübten und die Schuld an dem Invasionsdesaster den Engländern, den Royalisten und ihren eigenen Kommandeuren anlasteten.

Nationalgardisten mit gefangenen Chouans von Fouesnant. Von Jules Girardet, 19. Jh.

Im Sommer 1796 wird der Druck auf die Chouans stärker. General Hoche bildete kleine bewegliche Einheiten (colonnes mobiles), die mit dem Aufspüren und Zerschlagen der Chouantrupps die Häuptlinge zur Aufgabe zwangen. Als letzter unterzeichnete am 19. Juni 1796 Georges Cadoudal ein Friedensabkommen. Für die Regierung schien das Problem damit gelöst. Sie lässt General Hoche eine Invasion in Irland und England beginnen und schickt Truppen der Westarmeen an die Grenzen nach Deutschland, Österreich und Italien.
Die innen- und außenpolitischen Schwierigkeiten Frankreichs in den Jahren von 1797 bis 1799, die sich den Chouans besonders in den mangelhaft ausgerüsteten und schlechtversorgten republikanischen Truppen zeigte, ließ sie erneut größere Armeen zur Gegenrevolution mobilisieren. Im Oktober 1799 waren 18.000 Chouans des Morbihans und 10.000 der Départements Ille-et-Vilaine und Mayenne im Aufstand. Es gelang ihnen aber nicht, größere Städte auf Dauer einzunehmen; sie begnügten sich nach einer Erstürmung damit, die Gefängnisse zu öffnen und die Akten der Verwaltung zu verbrennen.
Der Krieg mit den Chouans band Truppen und Mittel, die Frankreich in den Kriegen in Deutschland und Italien fehlten. Der Erste Konsul Napoleon Bonaparte reagierte mit einer „Doppelstrategie aus Nachsicht und Repression“ auf das Problem der immer wieder ausbrechenden antirepublikanischen Gewalt in den westlichen Départements. In den ergebnislosen Waffenruheverhandlungen mit den Anführern, selbst geheim gehaltene mit Cadoudal, sah er nur Manöver zur Zeitgewinnung. Die Westarmee wurde im Januar 1800 angewiesen, die Glaubensfreiheit der Bevölkerung zu respektieren, aber an den Gemeinden, die glaubten ihre Gesellschaft nur mit der Wiederherstellung der Monarchie erhalten zu können, sollten Exempel statuiert werden

„[…] sollen einige Pachthöfe und größere Dörfer in Flammen aufgehen. Nur, wenn man sie die Schrecken des Krieges verspüren lässt, werden sich deren Bewohner gegen die Unruhestifter [die Chouans] zusammenschließen und endlich begreifen, dass ihnen die Sympathien, die sie bislang für diese hegten, sehr nachteilig sind.“

Verschiedene Chefs der Chouans kapitulierten im Februar 1800. Cadoudal und Napoleon trafen sich insgeheim in Paris, aber ohne eine Vereinbarung zu treffen. Auftrieb für weiteren Widerstand erhielt Cadoudal im Mai vom konservativen englischen Premierminister William Pitt, der die Landung von 30.000 Soldaten in Aussicht stellte, die von den Chouans gegen Paris geführt werden sollten.
Napoleons außenpolitische Erfolge, seine Zugeständnisse in Religionsfragen, aber auch die Kriegsmüdigkeit der bretonischen Bevölkerung ließen einen erneuten Aufstand erlöschen. Cadoudal, der an einem Attentat auf Napoleon beteiligt gewesen sein soll (am 24. Dezember 1800 in der Pariser Rue Saint-Nicaise), und mehrere weitere Anführer emigrierten nach England, anderen wurde der Prozess gemacht.
1803 kam Cadoudal nach Frankreich zurück und konspirierte mit royalistischen Gegnern, unter anderem den Generälen Jean-Victor Moreau und Jean-Charles Pichegru, zum Sturz Napoleons. 1804 wurde er vor Gericht gestellt und verurteilt. Am 25. Juni 1804 wurde der populärste Chouan in Paris guillotiniert.
Nach 1815 wurden überlebende Anführer der Chouans von den Bourbonen zu Marschällen und Generälen gemacht und „erhielten große, die Staatskasse drückende Belohnungen.“

## Anführer der Chouans (Auswahl)
Jean Cottereau genannt Jean Chouan, 1757–1794, soll als junger Mann, Köhler oder Holzschuhmacher in dem Département Mayenne gewesen sein. Er ist als der erste Bandenführer der Chouannerie bekannt geworden, der als „Gegenrevolutionär“ die Republik bekämpfte. Er begann mit Überfällen in der heimatlichen Mayenne, schloss sich 1793 den Aufständischen der Vendée an und war nach deren Niederlagen von Le Mans und Savenay einer der meistgesuchten Chouans. Im Juli 1794 wurde er in einem Gefecht getötet. Drei Brüder und zwei Schwestern, ebenfalls als Gegner der Republik bekannt geworden, sind in Kämpfen gefallen, bzw. als überführte Royalisten guillotiniert worden.
Georges Cadoudal, 1771–1804, stammte aus einer wohlhabenden Bauernfamilie des Départements Morbihan. Er begann als „Partisan für die Französischen Revolution“, wurde aber ihr Gegner auf Grund der kirchenfeindlichen Politik der Jakobiner. 1793 folgte er als Kommandant bretonischer Chouans dem Aufstand der Vendée bis zu deren Niederlagen von Le Mans und Savenaye. Danach versammelte er die aufständischen Bretonen der Südwestbretagne und wurde 1795 nach dem Invasionsdebakel von Quiberon oberkommandierender Chef der „Katholischen und königlichen Armee des Departements  Morbihan.“ In Opposition zu den royalistischen Offizieren der konterrevolutionären Emigrantenarmee, stimmte er 1796 Friedensvereinbarungen mit den Republikaner zu. 1798 organisierte er erneut einen royalistischen Aufstand – wahrscheinlich auch auf englische Hilfsankündigungen hin – und schwächte die republikanischen Seite in mehreren Kämpfen. Mit der Machtübernahme des Ersten Konsuls Napoleon Bonaparte wurde der Kampf gegen die Royalisten nicht mehr nur der Gendarmerie überlassen, sondern von erfahrenen Offizieren und Linientruppen geführt. Cadoudal musste Frankreich verlassen und beteiligte sich von London aus an Vorbereitungen zum Sturz der republikanischen Regierung und Restauration der Monarchie.
1803 nach Frankreich zurückgekommen, wurde das Komplott aufgedeckt und Cadoudal festgesetzt, abgeurteilt und 1804 hingerichtet. Nach 1815 wurde er von König Ludwig XVIII. posthum zum Marschall von Frankreich ernannt und seine Familie in den Adelsstand erhoben.
Joseph de Puisaye, 1755–1827, Graf aus normannischem Adel, Adelsvertreter seiner Heimatregion Le Perche in der Nationalversammlung, trat für die Umwandlung des Staates in eine konstitutionelle Monarchie ein. 1791 war er Offizier der Nationalgarde von Évreux. Nach der Hinrichtung Ludwigs XVI. nahm er Partei für eine kurzlebige, föderalistische Gegenrevolution und war Kommandeur der Avant-Garde der „Föderalen Armee der Normandie“, in der auch Bretonen aus den östlichen Departements der Bretagne kämpften. Der Mangel an Unterstützung durch die Bevölkerung und der Sieg der Montagnards gegen die Girondisten in der Regierung, beendete die Bewegung. Puisaye reorganisierte danach im Untergrund die Chouans der Départements Ille-et-Vilaine und Morbihan, die mit einer Invasion der Royalisten die Gegenrevolution ins ganze Land tragen sollten. Ab September 1794 war er in London, um mit der britischen Regierung und den Emigranten die Invasion in der Bretagne zu organisieren. Als die treibende Kraft des Aufstandes in der Bretagne und Normandie anerkannt, erhielt er Offiziersrang in der britischen Armee und wurde vom Thronprätendent Grafen von Artois zum Generalleutnant der königlichen Emigrantenarmee ernannt, mit der er im Juni 1795 an der Küste der Halbinsel Quiberon landete.
Die Invasion endete in einem Desaster für die königliche Sache und die Gegenrevolution wurde von den republikanischen Armeen bis zum Herbst im ganzen Westen unterdrückt. Puisaye flüchtete nach England und starb dort 1827. Er soll von der britischen Regierung eine stattliche Pension erhalten haben.

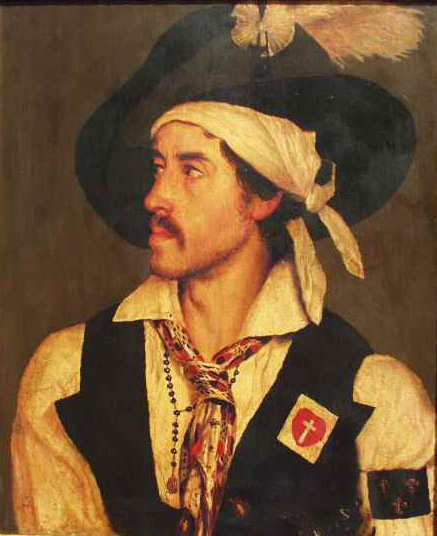
Jean Cottereau gen. Chouan
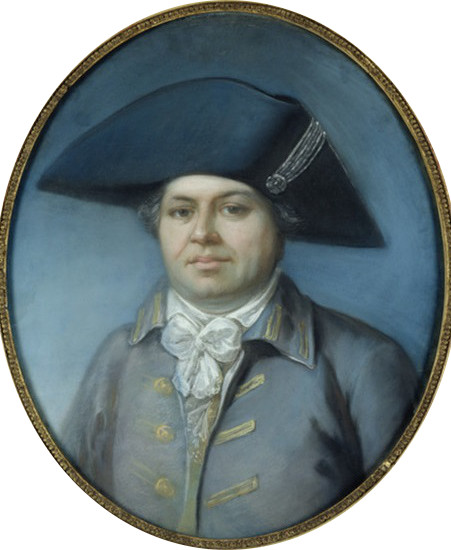
Georges Cadoudal
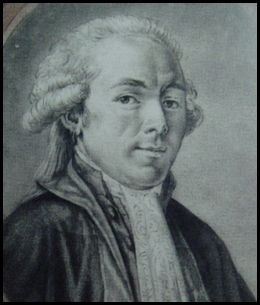
Graf de Puisaye

- siehe auch:  Armee der Emigranten